# Europastraße 71
Die Europastraße 71 (kurz: E 71) ist eine im weitesten Sinne von Norden nach Süden verlaufende Europastraße. Sie führt von Košice in der Slowakei durch Ungarn, Kroatien, Bosnien und Herzegowina und nochmals nach Kroatien. Dort endet sie in Split.

## Orte an der E71
- Slowakei
  - I/17: Košice (E 50; E 58)
  - R4: Košice – Milhosť
- Ungarn
  - Route 3: Tornyosnémeti – Felsőzsolca – Miskolc
  - Autobahn M30: Miskolc – Istvánmajor (M3 / E 79)
  - Autobahn M3: Istvánmajor – Gödöllő
  - Autobahn M31: Gödöllő – Nagytarcsa
  - Autobahn M0: Südumfahrung Budapest (E 77; E 60; E 75)
  - Autobahn M7: Törökbálint – Székesfehérvár (E 66) – Balatonvilágos (Balatonaliga) – Balatonkeresztúr (E 661) – Nagykanizsa (E 65) – Letenye (E 653)
- Kroatien
  - A4: Goričan – Zagreb (E 59; E 70)
  - A3: Südumfahrung Zagreb
  - A1: Zagreb – Karlovac (E 65)
  - D1: Karlovac – Slunj – Grabovac
  - D217: Grabovac – Ličko Petrovo Selo
- Bosnien und Herzegowina
  - Izačić – Bihać (E 761) – Ripač – Užljebić
- Kroatien
  - D218: Užljebić – Donji Lapac – Sučević
  - D1: Sučević – Knin – Split